# Université de technologie de Sharif
L'université de technologie de Sharif (en persan : دانشگاه صنعتی شریف) est une université située à Téhéran, en Iran. Elle a été fondée en 1965. Dans le classement mondial des universités établi par l'université Jiao-tong de Shanghai, dans la catégorie sciences informatiques, technologiques, l'université est à la deuxième place pour le Moyen-Orient et autour de la 250e place dans le classement général.
Il s'agit d'une université très sélective, qui accueille les 800 étudiants ayant obtenu les meilleurs résultats sur les 500 000 élèves iraniens qui passent le diplôme de fin d'études secondaires. Les meilleurs étudiants n'y finissent souvent pas leurs études et sont recrutés par des universités américaines, comme la mathématicienne Maryam Mirzakhani, lauréate de la médaille Fields, qui a obtenu une licence à l'université Sharif puis est partie continuer ses études à Harvard puis Stanford.

## Personnalités liées à l'université

### Étudiants
- Maryam Mirzakhani, professeure de mathématiques à l'université Stanford, a été récompensée de la médaille Fields en 2014.
- Niloufar Salehi
- Arezoo Ardekani